# Рыбальское (Сумская область)
Рыбальское (укр. Рибальське) — село,
Рыбальский сельский совет,
Ахтырский район,
Сумская область,
Украина.
Код КОАТУУ — 5920387501. Население по переписи 2001 года составляет 500 человек.
Является административным центром Рыбальского сельского совета, в который, кроме того, входят сёла
Бандуры,
Беданы,
Желобы,
Ивахи,
Пластюки и
Шаповаловка.

## Географическое положение
Село Рыбальское находится на расстоянии в 3,5 км от левого берега реки Грунь.
На расстоянии до 1 км расположены сёла Ивахи, Беданы, Бандуры и Шаповаловка.
К селу примыкают лесные массивы (дуб).

## История
- Село возникло в первой половине XIX века.
- До декабря 1917 года — владение помещика польского происхождения Чернуховского Митрофана, который после коллективизации(раскулачивания) остался в колхозе конюхом.
- Советская власть установлена в декабре 1917 г.
- В период Великой Отечественной войны 148 жителей села сражались с гитлеровцами, более 100 человек за мужество и отвагу награждены орденами и медалями СССР, 62 погибли. За связь с партизанами 25 жителей села замучили гитлеровцы. В Рыбальском установлены два памятника: советским воинам, павшим в боях за освобождение села, и местным жителям, погибшим на фронтах Великой Отечественной войны.
- На территории Рыбальского была размещена центральная усадьба колхоза «Радянська Україна», за которым закреплены 3700 га сельскохозяйственных угодий, в том числе 3238 га пахотной земли. Хозяйство выращивало зерновые культуры и сахарную свеклу, развивало также мясо-молочное животноводство. Действовали мельница, маслобойня, пилорама, механическая мастерская. Есть восьмилетняя школа (13 учителей и 230 учащихся), дом культуры с залом на 450 мест, библиотека с книжным фондом 8,6 тыс. экземпляров, фельдшерско-акушерский пункт, три магазина, отделение связи.

## Экономика
- Сельскохозяйственное ООО «Выбор».
- ООО «Лотуре-Агро».
- Кирпичный завод.
- Пилорама.
- Лесхоз.

## Объекты социальной сферы
- Детский сад.
- Школа.
- Дом культуры.
- Амбулатория.
- Библиотека.